# Рачо Петров
Рачо Петров Стоянов (болг. Рачо Петров Стоянов; нар. 3 березня 1861, Шумен — нар. 22 січня 1942) — болгарський генерал і політик. Петров був призначений начальником Генерального штабу у віці 24 років та міністром оборони у 27. Під час Першої світової війни командував 4-ю армією. Як політик двічі займав пост голови болгарського уряду.

## Життєпис
Народився в 3 березня 1861 в Шумені, освіту здобув у Військовому училищі в Софії (1878-1879) і в Миколаївській академії Генерального штабу в Санкт-Петербурзі (1880-1883).
Служив в піхотних підрозділах болгарської армії.
У 1885-1887 — начальник Генерального штабу Болгарії.
У 1887 і 1891 — начальник Військового училища в Софії, читав лекції. Автор «Записок з військової топографії. Лекції та читання для старших курсів Військового училища» (1888).
У 1887 — голова військово-польового суду в Русе.
З 29 червня 1887 по 20 серпня 1887 — військовий міністр Болгарії. Потім до 1894 служив начальником Генерального штабу болгарської армії і почесним флігель-ад'ютантом князя, майбутнього царя Болгарії Фердинанда.
У 1888 — отримав чин підполковника.
У 1888-1891 — засновник і головний редактор «Військового журналу» і видавець вісника «Свят» (1900). Полковник.
З 15 квітня 1894 по 17 листопада 1896 знову призначений військовим міністром.
У 1896 отримав чин генерал-майора зі звільненням в запас.
Зайнявся активною громадською діяльністю. У 1901 і 1903-1908 — обирався депутатом Народних зборів Болгарії від Народно-ліберальної партії.
З 27 листопада 1900 — 9 січня 1901 — міністр внутрішніх справ.
Двічі в 1901 і 1903-1906 очолював болгарський уряд. Прем'єр-міністр, міністр внутрішніх справ і міністр зовнішніх відносин та віросповідань.
У 1908-1909 — голова Союзу офіцерів запасу.
З 1912 знову на військовій службі.
З 1913 — генерал-лейтенант.
Учасник Другої Балканської війни. З червня по серпень 1913 — командувач 3-ї болгарської армії.
З кінця 1915 по 1918 — генерал-губернатор Македонської військово-інспекційної області. У 1916 зарахований до Штабу Дієвої армії.
У травні 1917 подав прохання про переведення в запас.
У 1936 отримав звання генерала піхоти.